# Peplow Hall
 (juin 2023).
Si vous disposez d'ouvrages ou d'articles de référence ou si vous connaissez des sites web de qualité traitant du thème abordé ici, merci de compléter l'article en donnant les références utiles à sa vérifiabilité et en les liant à la section « Notes et références ».
Peplow Hall est une maison de campagne du XVIIIe siècle à Peplow, près de Hodnet, Shropshire  C'est le siège de la famille Waters et c'est un bâtiment classé Grade II*.

## Histoire
Le manoir de Peplow appartient au XVIIe siècle à Hugh Pigot (1631–1697). Un Hugh Pigot plus tard remplace l'ancien manoir par une nouvelle maison vers 1725, dont la date figure sur les cadrans solaires ornant le bloc central de la maison actuelle. Son petit-fils, George Pigot (1719–1783), le premier des baronnets Pigot, achète Patshull Hall et vend Peplow à la famille Clegg.
En 1831, Anne Clegg, alors héritière du domaine, épouse Rowland Hill de Hawkstone Hall (en) qui, plus tard en 1842, devient vicomte Hill. Il connait des difficultés financières et, en 1873, vend le domaine au riche industriel, propriétaire de charbon et maître de forges Francis Stanier.
Stanier crée la maison actuelle en 1877 en agrandissant fortement la maison de 1725. En 1877, il construit également la chapelle de l'Épiphanie adjacente sur un projet de l'architecte Richard Norman Shaw. Le domaine s'étend alors sur quelque 4 000 acres (16,18742568 km2) mais est réduit par les ventes au XXe siècle et dans les années 1920, la maison et le terrain restant sont mis en vente.
La maison est considérablement réduite en taille en 1932. De 1945 à 1963 environ, la propriété appartient à Neville Howard Rollason, directeur de l'entreprise sidérurgique John Summers and Sons à Shotton, et après sa mort, elle est vendue à William B Higgin, fils d'un marchand de coton de Liverpool qui a été haut shérif de Cheshire. Higgin vend le domaine à Michael Wynn, 7e baron Newborough. La maison n'est plus le siège du 8e baron Newborough, après avoir été vendue en 2015.